# 沈遽华
沈遽华（1939年1月—），字巨华，江苏宜兴人，紫砂陶艺家，中国陶瓷艺术终身成就奖得主。李昌鸿之妻。

## 生平
沈遽华出生于宜兴丁蜀镇。1955年进入江苏省宜兴紫砂工艺厂学习陶艺，师从紫砂名家顾景舟。1958年出师，此后历任紫砂工艺厂技术辅导、厂紫砂研究所研究员。1993年出任宜兴鸿成陶艺公司总工艺美术师。2004年任宜兴昌华陶艺有限公司总工艺美术师。
沈遽华曾连续两届获全国三八红旗手称号。1989年，获高级工艺美术师职称。2000年，被评为“江苏省工艺美术名人”。2005年，晋升研究员级高级工艺美术师职称。2008年，被评为第四届“江苏省工艺美术大师”。2011年，荣获中国陶瓷工业协会颁发的“中国陶瓷艺术终身成就奖”。同年，成为无锡市级非物质文化遗产项目“宜兴紫砂陶制作技艺”代表性传承人。

## 家庭
沈遽华丈夫李昌鸿亦为顾景舟弟子，是中国工艺美术大师。他们的子女李霞、李霓、李铭、李群也都从事紫砂事业。